# Demogoblin
Demogoblin è un personaggio dei fumetti creato da Gerry Conway e
Sal Buscema, pubblicato dalla Marvel Comics. È apparso la prima volta in Web of Spider-Man n. 86 (marzo 1992), albo scritto da Howard Mackie e disegnato da Alex Saviuk.

## Biografia del personaggio
Demogoblin nacque quando Hobgoblin, Jason Macendale, chiese al demone N'astirh più potere in cambio della sua anima. Il demone non prese la sua anima ma fuse Macendale con un demone, più tardi il criminale si rese conto del suo errore e il demone, carico di odio nei confronti dei mercenari, compreso Macendale, si separò dal suo corpo.
E venne a crearsi Demogoblin, una versione demoniaca di Hobgoblin, che aveva lo scopo di annientare tutti i peccatori, esclusi i bambini. Sosteneva di far parte di un gruppo di demoni che sognavano la redenzione dai loro peccati e uccidevano coloro che peccavano nella speranza di ottenerla.
Durante uno scontro con Macendale, finì ucciso nella speranza di salvare un bambino che stava per essere travolto dalle macerie. Più tardi tentò di possedere Moon Knight, che venne salvato dall'intervento del Dottor Strange e di Mister Fantastic.
Venne ucciso un'altra volta da Blade che era impazzito e controllato dal Darkhold ma resuscitò assieme alle altre creature sovrannaturali quando Blade venne fermato.

## Altre versioni
Mary Jane Watson dell'universo Ultimate assume un aspetto che ricorda molto il Demogoblin, sebbene non venga esplicitamente definito tale. Nella Saga del clone, dopo che il clone sfigurato di Peter Parker inietta a Mary Jane l'OZ, essa si trasforma in una specie di Goblin dal colore rosso. Attacca il clone sfigurato, ma viene fermata da Peter.

## Poteri e abilità
Demogoblin ha una forza sovrumana, può controllare mentalmente il suo aliante di fuoco, può emettere fuoco dalle sue mani e creare delle zucche esplosive. Inoltre ha la conoscenza di Hobgoblin.